# Николаев, Константин Михайлович
Константин Михайлович Николаев (1 марта 1923, Москва — 10 июня 2006, Москва) — советский военный учёный-химик, начальник кафедры Военной Краснознамённой академии химической защиты имени Маршала Советского Союза С.К. Тимошенко, генерал-майор, Герой Социалистического Труда (1982).

## Биография
Родился 1 марта 1923 года в городе Москва. В июне 1941 года окончил среднюю школу.
С июня 1941 года служил в Красной Армии. Окончил ускоренный курс Вольского военного училища химической защиты в начале 1942 года. С 1942 года учился на курсах повышения квалификации при Военной академии химической защиты имени К. Е. Ворошилова в Москве (ныне – Военная академия радиационной, химической и биологической защиты имени Маршала Советского Союза С. К. Тимошенко в городе Кострома), а в 1943 году зачислен слушателем на основной курс этой академии, который окончил в 1948 году. Участник Парада Победы в Москве 24 июня 1945 года.
С 1948 года находился на должности преподавателя Костромского военного училища химической защиты. С 1951 года — на преподавательской работе в Военной академии химической защиты (с 1970 года – имени Маршала Советского Союза С. К. Тимошенко). С июня 1953 по декабрь 1954 года служил старшим офицером отдела защиты от поражающих факторов ядерного оружия в 12-м Центральном НИИ МО СССР (г. Загорск) и в этот период участвовал в испытаниях атомного оружия на полигонах Семипалатинск и Капустин Яр. Затем вернулся в академию и поступил в адъюнктуру, которую окончил в 1957 году. В 1957—1960 годах служил в одном из главных управлений Министерства обороны СССР, занимавшимся вопросами применения ядерного оружия.
В 1960 году вернулся в ту же академию: с 1960 — старший преподаватель кафедры средств индивидуальной и коллективной защиты, с 1962 — докторант этой кафедры (его научный руководителем при работе над кандидатской и докторской диссертациями был выдающийся советский химик академик М. М. Дубинин), с 1965 — старший преподаватель той же кафедры, с 1969 — начальник этой кафедры. Основная сфера научных интересов К. М. Николаева — теория и техника средств защиты от оружия массового поражения. Автор и главный редактор ряда учебников по защите войск и населения от оружия массового поражения и по применению средств защиты от него в боевых условиях. Кафедра под его руководством и лично К. Николаев участвовали в разработках противогазов, общевойсковых защитных комплектов, коллективных средств защиты от ОПМ. Автор и соавтор более 200 научных работ и более 30 изобретений.
Кроме преподавательской и научной работы в академии с 1975 по 1992 года возглавлял научно-исследовательскую
лабораторию отдела сорбционных процессов Института физической химии АН СССР, с 1992 по 2006 годы был сотрудником лаборатории синтеза и исследования сорбентов этого института. В 1970—1980 годах — заместитель председателя Научного совета АН СССР по адсорбции, член экспертного совета Высшей аттестационной комиссии при Совете министров СССР, председатель специализированного совета ВАХЗ по защите диссертаций на соискание учёной степени кандидата наук.
Указом Президиума Верховного Совета СССР («закрытым») от 16 февраля 1982 года генерал-майору-инженеру Николаеву Константину Михайловичу присвоено звание Героя Социалистического Труда с вручением ордена Ленина и золотой медали «Серп и Молот».
Участник ликвидации последствий катастрофы на Чернобыльской АЭС: с октября 1987 по январь 1988 года был командиром войсковой части № 19772 (1039-й Научный центр МО СССР), который отвечал за научное сопровождение всех работ, выполнявшихся Вооружёнными силами при ликвидации последствий аварии.
С 1989 года генерал-майор К. М. Николаев — в отставке. Продолжал работать на той же кафедре профессором ещё почти 10 лет. С 1999 года на пенсии.
Жил Москве. Умер 10 июня 2006 года. Похоронен в Москве на Ваганьковском кладбище.
Доктор химических наук (1965). Профессор (1968).
Воинские звания:
- генерал-майор-инженер (1978);
- генерал-майор (26.04.1984).

## Награды
- Герой Социалистического Труда (16.02.1982);
- Орден Ленина (16.02.1982);
- Орден Красной Звезды;
- Орден «За службу Родине в Вооружённых Силах СССР» 3-й степени;
- медали СССР и Российской Федерации.